# Rondibilis parcesetosus
Rondibilis parcesetosus är en skalbaggsart som beskrevs av J. Linsley Gressitt 1939. Rondibilis parcesetosus ingår i släktet Rondibilis och familjen långhorningar. Inga underarter finns listade i Catalogue of Life.